# Ялоде (кратер)
Ялоде — другий найбільший підтверджений кратер на Церері після Кервана. Він прилягає до іншого великого кратера Урвара.
Він названий на честь дагомейського божества врожаю ямсу Ялоде.
Від кратера в північно-західному напрямку йде низка каньйонів. Це можуть бути викиди з кратера. Каньйони отримали загальну назву ланцюжки кратерів Самайн.